# (19082) Vikchernov
(19082) Vikchernov est un astéroïde de la ceinture principale.

## Description
(19082) Vikchernov est un astéroïde de la ceinture principale. Il fut découvert le 26 août 1976 à Naoutchnyï par Nikolaï Tchernykh. Il présente une orbite caractérisée par un demi-grand axe de 2,25 UA, une excentricité de 0,25 et une inclinaison de 6,0° par rapport à l'écliptique.

## Compléments